# Hugh de Mortimer (Adliger, † vor 1150)
Hugh de Mortimer (auch Hugh I de Mortimer) († zwischen 1148 und 1150) war ein anglonormannischer Adliger.

## Herkunft und Jugend
Hugh de Mortimer entstammte der anglonormannischen Familie Mortimer. Er war der älteste Sohn von Ralph de Mortimer, ob seine Mutter dessen erste Frau Millicent oder dessen zweite Frau Mabel war, ist nicht geklärt. Nach dem Tod seines Vaters nach 1104 erbte Mortimer die umfangreichen Besitzungen der Familie in England, den Welsh Marches und in der Normandie. Da er jedoch noch minderjährig war, übernahm zunächst Oliver de Merlimond die Verwaltung der Besitzungen. Gemäß dem letzten Willen seines Vaters gründete Merlimond als Tochterkloster von St. Victor in Paris eine Niederlassung der Augustinerkanoniker bei Shobdon in Herefordshire. Hugh de Mortimer versprach den Ordensgeistlichen, dem Kloster auch das Dorf Celmarsh zu schenken. Nach einem Streit mit Merlimond zog er die Schenkung zurück, und nach einem weiteren Streit mit den Ordensgeistlichen widerrief Mortimer auch die Schenkung des Dorfes Shobdon. Trotz dieser Differenzen diente Merlimond später als Verwalter von Mortimer.

## Rolle während der sogenannten Anarchy
Während des 1135 beginnenden Thronfolgestreits zwischen König Stephan I. und der Kaiserin Matilda, der sogenannten Anarchy, war Mortimer wahrscheinlich ein Unterstützer des Thronanspruchs von Stephan. In dem langwährenden Konflikt wurde Mortimer in zahlreiche Fehden in Herefordshire verwickelt, unter anderem mit Josce de Dinan von Ludlow. Obwohl er zur Partei von Stephan gehörte, nutzte er während des Bürgerkriegs die Schwäche des Königs und besetzte das königliche Bridgnorth Castle. Vor 1148 sicherte er sich auch noch die Verwaltung einer nicht genau bezeichneten Burg der Bischöfe von Hereford.

## Kämpfe in Wales
Mortimer war nicht nur in die Kämpfe des Thronfolgekriegs verwickelt, sondern führte auch langdauernde Kriege gegen die walisischen Fürsten um den Besitz der walisischen Cantrefi Maelienydd und Elfael in Powys. Mortimer wurde dabei von dem Baron Philip de Briouze unterstützt, doch die Waliser leisteten gegen die anglonormannische Eroberung erbitterten Widerstand. 1144 ließ Hugh fitz Ranulf, womit höchstwahrscheinlich Mortimer gemeint war, Beschädigungen von Cymaron Castle in Maelienydd ausbessern, dazu errichtete er die Burg von Colunway in Elfael neu. 1145 konnte Mortimer Rhys ap Hywel, den walisischen Fürsten von Brycheiniog gefangen nehmen. 1148 war der inhaftierte Rhys erblindet, wahrscheinlich war er geblendet worden. 1146 fiel im Kampf gegen Mortimers Truppen Meurig ap Madog ab Idnerth, ein weiterer mittelwalisischer Fürst. Nach anderen Angaben starb Meurig allerdings durch den Verrat seiner eigenen Männer.

## Nachkommen
Mortimers Sterbejahr, aber auch der Name seiner Frau ist unbekannt. Er hinterließ mindestens zwei Söhne:
- Roger de Mortimer († vor 1153)
- Hugh II de Mortimer († 1180 oder 1181)

Nach seinem Tod erbte zunächst sein ältester Sohn Roger, nach dessen frühen Tod der jüngere Sohn Hugh II de Mortimer die Besitzungen der Familie. Hugh de Mortimer der Ältere und sein namensgleicher Sohn werden gelegentlich fälschlicherweise als ein und dieselbe Person bezeichnet.
Die Chronik von Wigmore Priory, wie das von Mortimers Vater gegründete Kloster später genannt wurde, charakterisiert Hugh de Mortimer als verwegen, aber auch als aufbrausend und leicht reizbar. Er sei ein energischer Krieger, aber auch gegenüber seinen Nachbarn eigensinnig und streitsüchtig gewesen. Das mittelalterliche Volksbuch von Fouke le Fitz Waryn erwähnt die Fehden von Hugh de Mortimer gegen benachbarte Barone.